# Didhwo Twe
Didhwo Twe (1879-1961) était un homme politique libérien autochtone de l’ethnie Kru, chef du parti de la Réforme qui bénéficiait du soutien des autochtones représentant près de 95 % de la population. Souhaitant se présenter à l'élection présidentielle de 1951, il fut exilé par le président sortant américano-libérien William Tubman.